# Epopeia de Sundiata
Epopeia ou Épico de Sundiata é um poema épico dos mandingas que narra a vida do mansa Sundiata Queita (falecido em 1255), o fundador do Império do Mali. Foi transmitida oralmente ao longo dos séculos pelos griôs.